# Archidekanat dla powiatu Bardejów
Archidekanat dla powiatu Bardejów – prawosławny archidekanat w eparchii preszowskiej Kościoła Prawosławnego Czech i Słowacji. Siedzibą archidekanatu jest Bardejów.
W skład archidekanatu wchodzi 13 parafii:
- Parafia św. Serafina z Sarowa w Bardejowie
- Parafia Opieki Matki Bożej w Becherovie
- Parafia św. Michała Archanioła we Fričce
- Parafia św. Michała Archanioła w Gerlachovie
- Parafia Zaśnięcia Matki Bożej w Jedlince
- Parafia św. Łukasza w Kurovie
- Parafia Zesłania Świętego Ducha w Lukovie
- Parafia Świętych Apostołów Piotra i Pawła w Mikulášovej
- Parafia Narodzenia Matki Bożej w Nižnej Poliance
- Parafia św. Paraskiewy w Petrovej
- Parafia Narodzenia Matki Bożej w Šarišskich Čiernach
- Parafia Opieki Matki Bożej w Varadce
- Parafia Świętych Apostołów Piotra i Pawła w Vyšnej Poliance